# Англо-фризийски езици
Англо-фризийските езици са група от западногермански езици, които включват английски и фризийски.
Англо-фризийските езици се различават от другите западногермански езици по няколко звукови промени: Ингваеничния носов спирантен закон, англо-фризийското осветляване и палатизация на /k/:
- английски cheese и западнофризийски tsiis, но нидерландски kaas, долнонемски Kees, and немски Käse
- английски church и западнофризийски tsjerke, но на нидерландски kerk, долнонемски Kerk, Kark, и немски Kirche

Ранните англо-фризийски и старосаксонски езикови общности са живели достатъчно близо една до друга за да сформират езиков кръстопът, поради което споделят някои черти, които са типични само за англо-фризийските езици. Въпреки общия си произход, английският и фризийският са станали толкова различни, основно заради влиянието на старонорвежкия и норманския френски върху модерния английски и по същия начин на нидерландския и долнонемския върху модерния фризийски. Резултатът от това е, че фризийският има много общо с нидерландския и съседния долнонемски, което го отвежда към западногерманския диалектен континуум, докато английският има по-силно влияние от северногерманските и романските езици, отколкото континенталните езици.

## Класификация

### Англо-фризийското родословно дърво
Англо-фризийски
- Английски
  - Английски
  - Скотс/Шотландски германски език
  - † Йола
  - † Фингалски

- Фризийски
  - Западнофризийски
  - Източнофризийски
    - Сатерландски фризийски (последен жив диалект на източнофризийския)

  - Севернофризийски

## Англо-фризийско развитие
1. Следният текст е обобщение на основните звукови промени, които са повлияли гласните в хронологичен ред.
2. Изместване назад и превръщане в носовка на западногерманското a и ā преди носова съгласна
3. Загуба на n преди спирантно a, рефлектиращо в удължаване и превръщането в носова на преждестощата гласна
4. Намаляване на причастията за сегашно и минало време за множествено число в една форма
5. А-изместване напред:ЗГм a, ā → æ, ǣ, дори в дифтонгите ai и au
6. Палатизация на прото-германските *k и *g преди предни гласни (но не и фонемитизация на палаталите)
7. А-възстановяване: æ, ǣ → a, ā под влияние на съседни съгласни
8. Второ изместване напред: Староанглийските диалекти (с изключение на западно саксонския) и фризийския ǣ → ē
9. А-възстановяване: a се възстановява пред задна гласна в следващата сричка (по-късно в южноумбрийските диалекти); фризийско æu → au → старофризийски ā/a
10. Отделяне на староанглийския; в западносаксонски палаталната дифтонгизация следва;
11. Мутация на i, следвана от синкоп; отделяне на старофризийски
12. Фонемитизация на палатали и асибилация, следвана от второ изнасяне напред в части от Западна Мерсия
13. Изглаждане и задна мутация

|  | Тази страница частично или изцяло представлява превод на страницата Anglo-Frisian languages в Уикипедия на английски. Оригиналният текст, както и този превод, са защитени от Лиценза „Криейтив Комънс – Признание – Споделяне на споделеното“, а за съдържание, създадено преди юни 2009 година – от Лиценза за свободна документация на ГНУ. Прегледайте историята на редакциите на оригиналната страница, както и на преводната страница, за да видите списъка на съавторите. ВАЖНО: Този шаблон се отнася единствено до авторските права върху съдържанието на статията. Добавянето му не отменя изискването да се посочват конкретни източници на твърденията, които да бъдат благонадеждни. |